# Купуйская волость
Купуйская волость — упразднённая административно-территориальная единица 3-го уровня и бывшее муниципальное образование со статусом сельского поселения в Великолукском районе Псковской области России.
Административный центр — деревня Купуй.

## География
Территория волости граничила на юге с Борковской и Пореченской волостями, на востоке — с Успенской волостью, на севере — с Лычёвской и Переслегинской волостями Великолукского района, на западе и западе — с Новосокольническим районом.
На территории волости располагались озёра: Сорито (1,6 км², глубиной до 13,6 м), Дергановское (0,8 км², глубиной до 3,9 м), Купуйское (0,75 км², глубиной до 7 м), Секуй или Клемятинское (0,6 км², глубиной до 2,9 м) и др.

## Население
| 2002 | 2010 | 2012 | 2013 | 2014 | 2015 |
| ---- | ---- | ---- | ---- | ---- | ---- |
| 928  | ↘869 | ↗903 | ↗911 | ↘899 | ↘855 |

## Населённые пункты
В состав Купуйской волости входили 34 деревни: Бабино, Белокозово, Богородицкое, Бор-Лазава, Брюхново, Бугры, Демьяница, Дерганово, Еремкино, Колюбаки, Копылово, Коровница, Костелево, Крупышево, Кузнецово, Купуй, Ляхово, Мишагино, Нянино, Острошно, Пашниково, Петрушино, Платоново, Покарево, Пронино, Рыжаково, Сеньково, Сомино, Сыроквашино, Тетеркино, Филиппково, Шадинино, Шипулино, Яковлево.

## История
Постановлением Псковского областного Собрания депутатов от 26 января 1995 года все сельсоветы в Псковской области были переименованы в волости, в том числе Купуйский сельсовет был превращён в Купуйскую волость.
Законом Псковской области от 28 февраля 2005 года в границах волости было также создано муниципальное образование Купуйская волость со статусом сельского поселения с 1 января 2006 года в составе муниципального образования Великолукский район со статусом муниципального района.
Законом Псковской области от 10 декабря 2014 года Купуйская волость была упразднена, а её территория 22 декабря 2014 года включена в состав Пореченской волости.